# 天长站
天长站位于安徽省天长市天长街道和石梁镇之间，是建设中宁淮城际铁路的中间站，距淮安东站130公里，距南京北站75公里，隶属上海铁路局管辖。